# Pompo
POMPO spol. s r.o. je rozsáhlou maloobchodní sítí prodejen hraček působící po celé České republice. s prodejem tuzemských a zahraničních výrobců prémiových hraček, jako jsou LEGO, Mattel, Hasbro, Abrex, Zapf Creation, Ravensburger, John, Nikko a další.
Pompo je původní česká společnost. V současnosti[kdy?] disponuje nejrozsáhlejší českou hračkářskou sítí s pobočkami ve všech velkých, středních a většině malých městech.[zdroj?]

## Typy prodejen
POMPO - Základní a nejrozšířenější typ prodejen prodávající hračky, společenské hry, stavebnice, hlavolamy a panenky.
POMPO MAXI - Pompo MAXI prodává kojenecké zboží, od autosedaček, dětských kočárků až po různé doplňky a příslušenství, či dětské oblečení.
POMPO E-SHOP - internetový obchod.

## Historie
Společnost Pompo se sídlem v Unhošti byla do obchodního rejstříku zapsána 19. listopadu 1996. Od té doby svou síť neustále rozšiřuje.[zdroj?]
V roce 2004] firma otevřela nový typ prodejny Pompo MAXI a následující rok byl změněn logotyp. Internetový obchod byl zahájen v roce 2007.[zdroj?] V roce 2010 byl spuštěn nový věrnostní program Pompo VIP.

## Charitativní a společenská činnost
Pompo spolupracuje s mateřskými školkami, dětskými domovy, mateřskými a dětskými centry. Společnost také pořádá dětské dny a podporuje Olivovu dětskou léčebnu, Asociaci náhradních rodin České republiky, Fond ohrožených dětí[zdroj?] a léčebné dětské zájezdy.